# Elisabeth Hauptmann
Pour les articles homonymes, voir Hauptmann (homonymie).

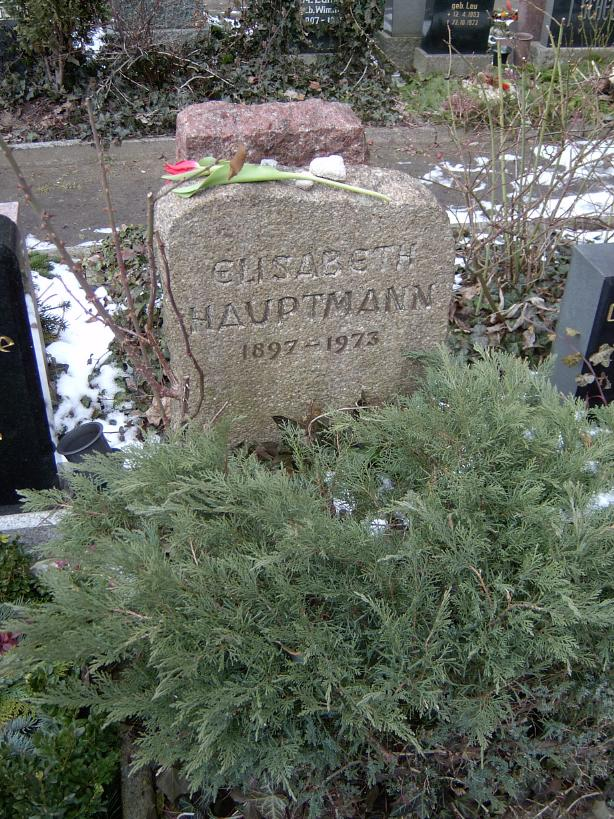
Tombe d'Elisabeth Hauptmann au cimetière de Dorotheenstadt de Berlin.

Elisabeth Hauptmann, née à Peckelsheim (province de Westphalie) le 20 juin 1897 et morte à Berlin-Est le 20 avril 1973 , est une femme de lettres allemande.

## Biographie
Elisabeth Hauptmann est connue pour avoir été l'amante de Bertolt Brecht lorsque celui-ci était encore en Allemagne. Elle est également sa collaboratrice pour de très nombreuses pièces et poèmes, du milieu des années 1920 à la mort de Brecht (cette collaboration est souvent mentionnée dans les pages liminaires des éditions). Après la mort de Brecht, elle continue à travailler pour le Berliner Ensemble et est responsable de l'édition de ses œuvres complètes.

## Distinction
Elisabeth Hauptmann est décorée en 1972 de l'ordre du Mérite patriotique (Vaterländischer Verdienstorden).